# Román Almaraz
Román Andrés Almaraz (17 de marzo de 2002), es un actor argentino.

## Carrera
Desde los ocho años acude al instituto de actuación, La Hormiga donde toma clases de teatro con distintos profesores, además de expresión corporal, música y otras disciplinas.
En 2012 le llega su gran oportunidad, participa en la serie de televisión En terapia, en donde interpreta a Luca, un joven que pierde a su padre en un trágico accidente. 
En 2013, participa de un capítulo del ciclo de unitario ficcionales del programa Historias de corazón. Además se suma al elenco de la tira Los vecinos en guerra, comedia protagonizada por Diego Torres y Eleonora Wexler, donde interpreta a Teo Crespo, hijo menor de los protagonistas.
En 2017 llegó su esperado debut en la pantalla grande, protagonizando la exitosa película Mario on tour como Lucas.

## Filmografía

### Cine
| Año  | Película      | Personaje | Director            |
| ---- | ------------- | --------- | ------------------- |
| 2017 | Mario on tour | Lucas     | Pablo Stigliani     |
| 2019 | Adolecer      | Daniel    | Nicolás Alan Medina |
| 2024 | Romina Smile  | Santiago  | Pablo Stigliani     |

### Televisión
| Año       | Título                          | Personaje                      | Canal          |
| --------- | ------------------------------- | ------------------------------ | -------------- |
| 2012      | En terapia                      | Luca                           | TV Pública     |
| 2013      | Historias de corazón            | Matías (Ep: Recortes del alma) | Telefe         |
| 2013-2014 | Los vecinos en guerra           | Teo Crespo                     | Telefe         |
| 2019      | Apache, la vida de Carlos Tévez | Fernando Cisneros              | Netflix        |
| 2021-2022 | La 1-5/18                       | Walter                         | El trece       |
| 2023      | Sé tú misma                     | Mateo                          | Disney Channel |

## Teatro
| Año  | Título            | Personaje | Lugar              |
| ---- | ----------------- | --------- | ------------------ |
| 2016 | Locura nivel amor | Milo      | Teatro La Tertulia |